# Otto Wegener
Otto Wegener (20. ledna 1849, Helsingborg – 4. února 1924, Paříž) byl francouzský portrétní fotograf švédského původu.

## Životopis
Když mu bylo osmnáct, přestěhoval se do Paříže, aby si otevřel fotografický ateliér. Kde a jak se fotografii naučil, není známo. Rychle si získal pověst profesionála; specializující se na fotografie kulturních a zábavních osobností. Svá díla podepisoval „OTTO“ zlatými písmeny, aby odpovídal nápisu nad dveřmi jeho studia. Nakonec svým podnikem obsadil čtyři patra budovy.
Fotografii učil prince Evžena Švédského, vévodu z Närke a Edward Steichen byl jedním z jeho asistentů. Nejslavnější jsou jeho portréty Isadory Duncanové, Marcela Prousta, který byl také jeho přítel, a Paula Verlaina, který umělci pózoval v roce 1893 jako součást své přípravy stát se kandidátem na členství ve Francouzské akademii.
Účastnil se mnoha výstav; ve Francii i v zahraničí. Požár v jeho ateliéru v roce 1916 způsobil značné škody. Přestože znal fotografa Eugèna Piroua, nikdy s ním nebyl profesionálně spojen, jak se často mylně předpokládá. K chybě došlo poté, co bratři Georges a Oscar Mascré začali bez jeho svolení používat Pirouovo jméno a později inzerovali jako „Otto-Pirou“, což je zjevný odkaz na Wegenera.
Přestože mu byly uděleny dvě zlaté medaile, ve svých propagačních materiálech se o nich nikdy nezmínil. Většina jeho děl byla ve „kabinetním“ formátu (14,5x10 cm) nebo větším. Jen velmi málo jich je v populárním formátu carte de visite.
Měl tři syny, včetně Maurice Otto Wegenera (1875–1918), začínajícího umělce, který údajně zemřel na fyzické a duševní vyčerpání v důsledku války.

## Vybraná díla

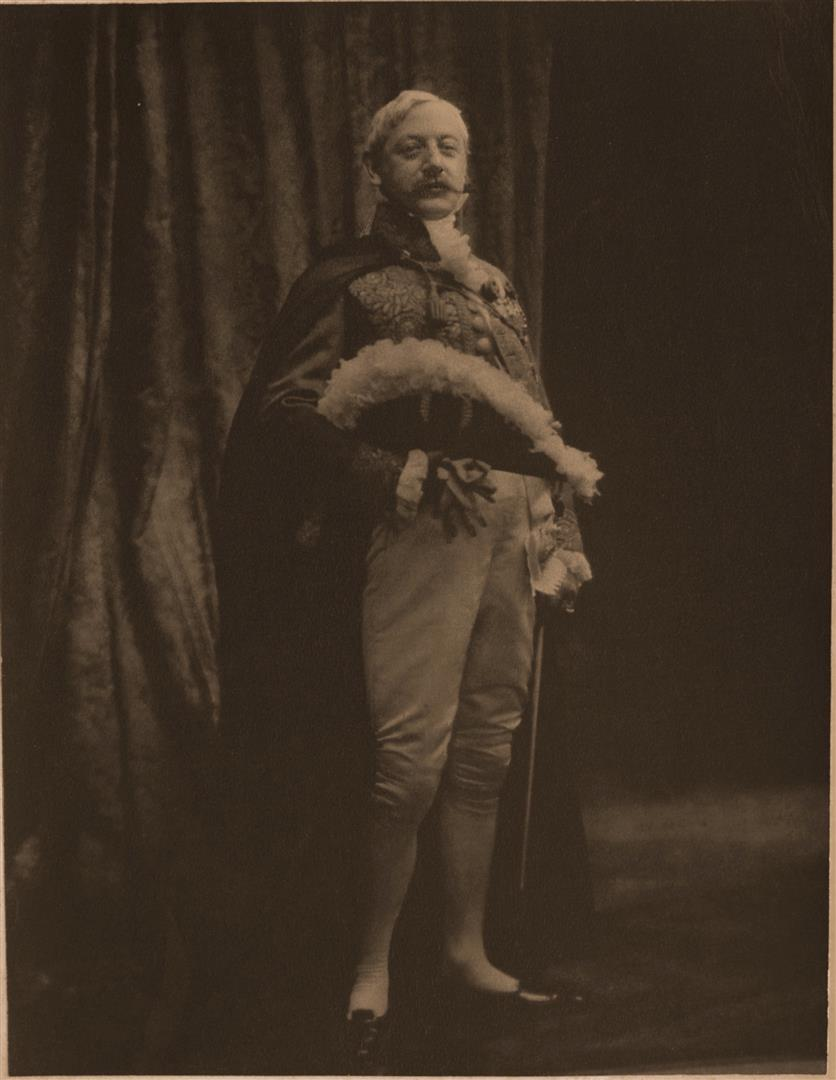
Boni de Castellane
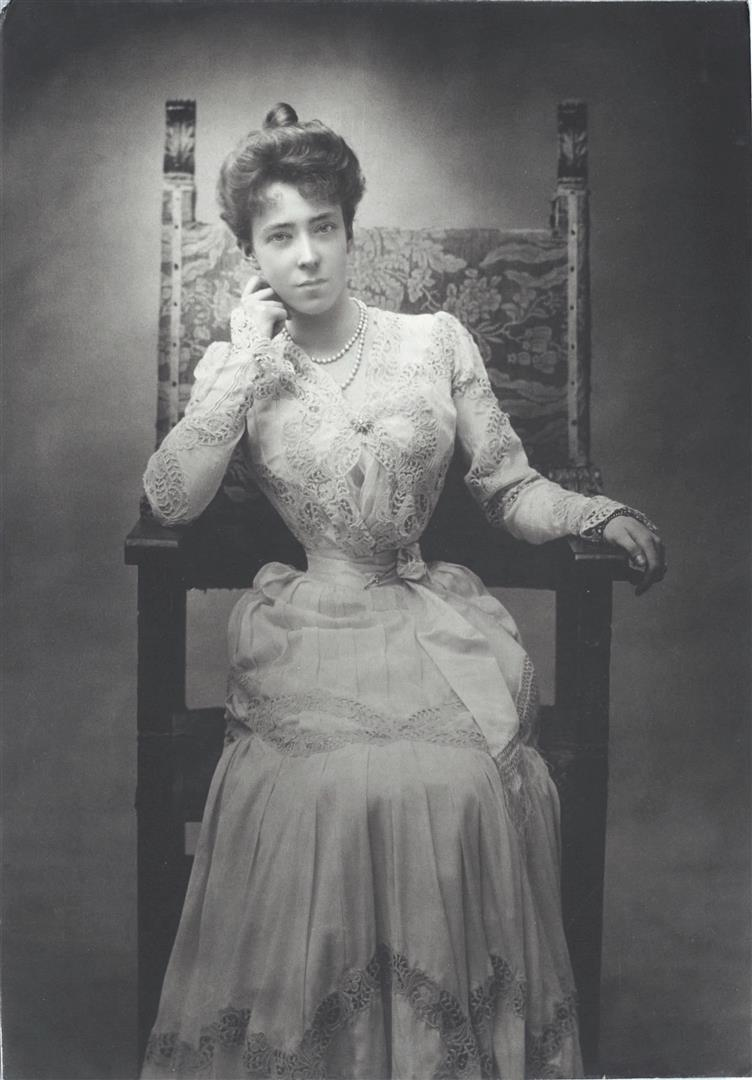
Alžběta Bavorská
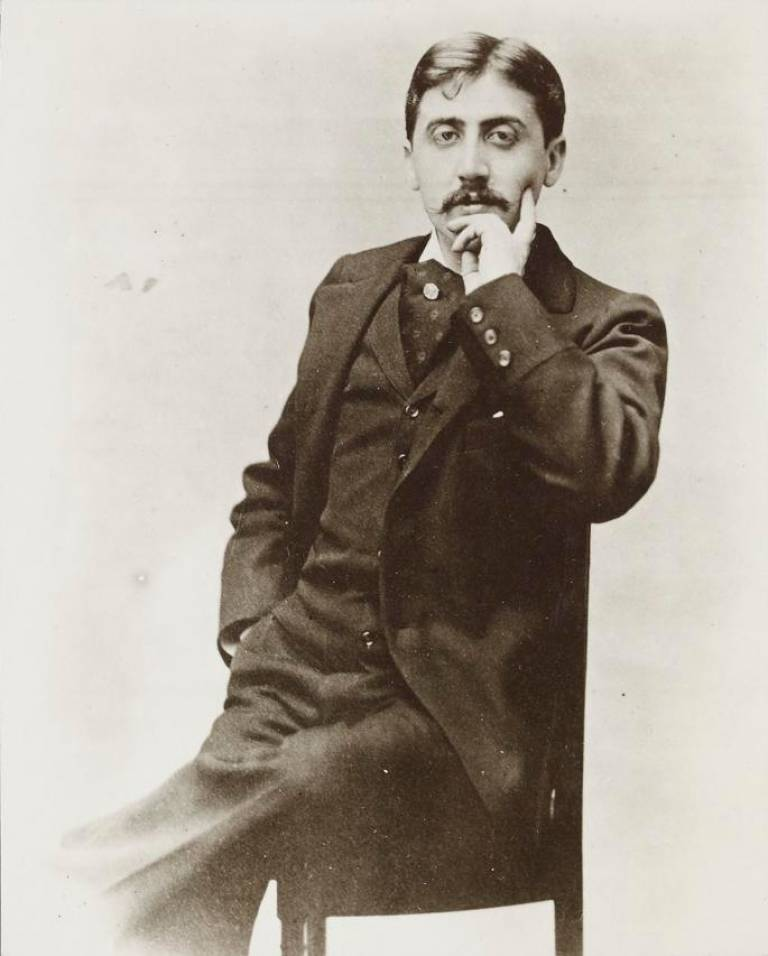
Marcel Proust
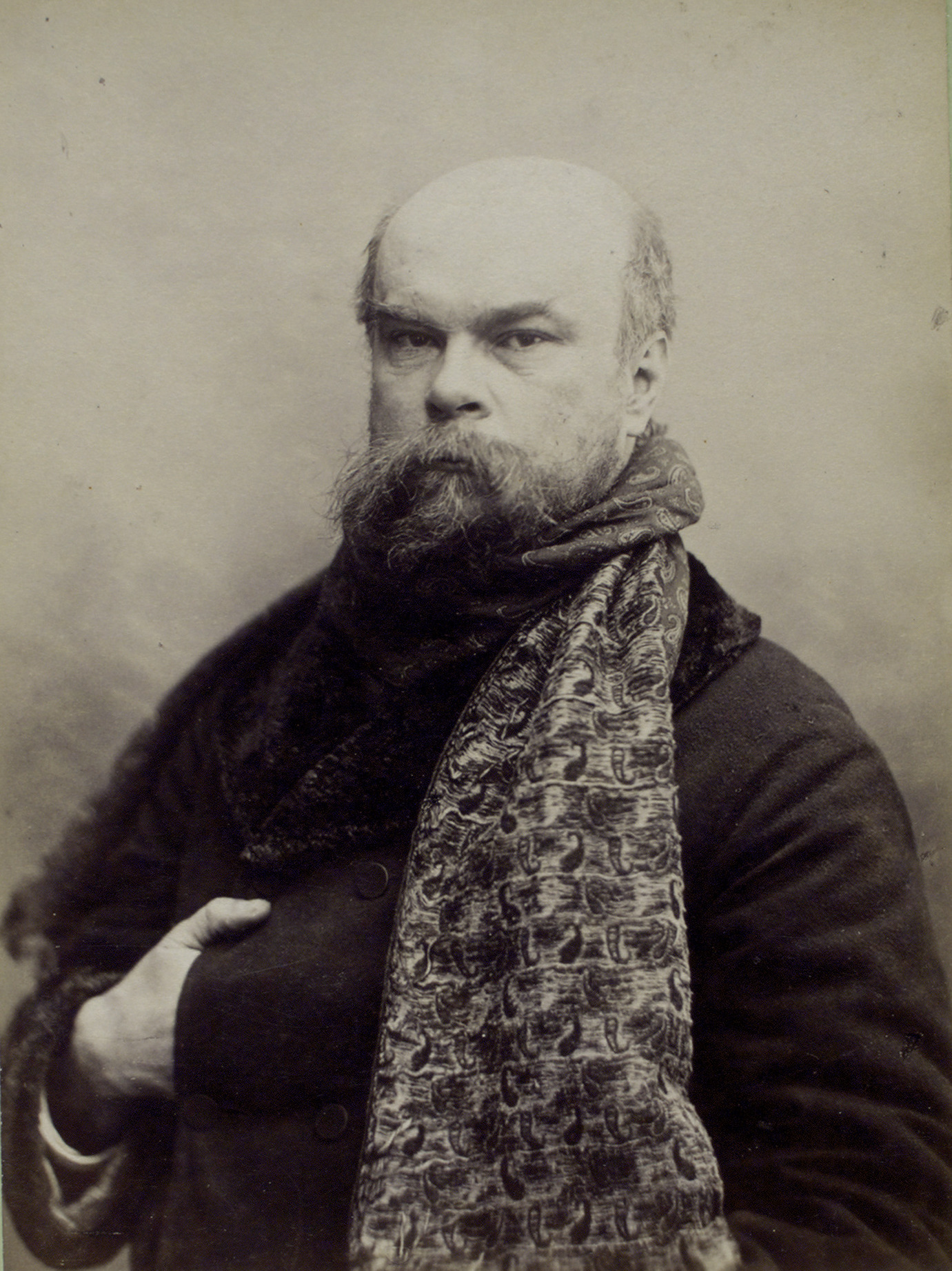
Paul Verlaine
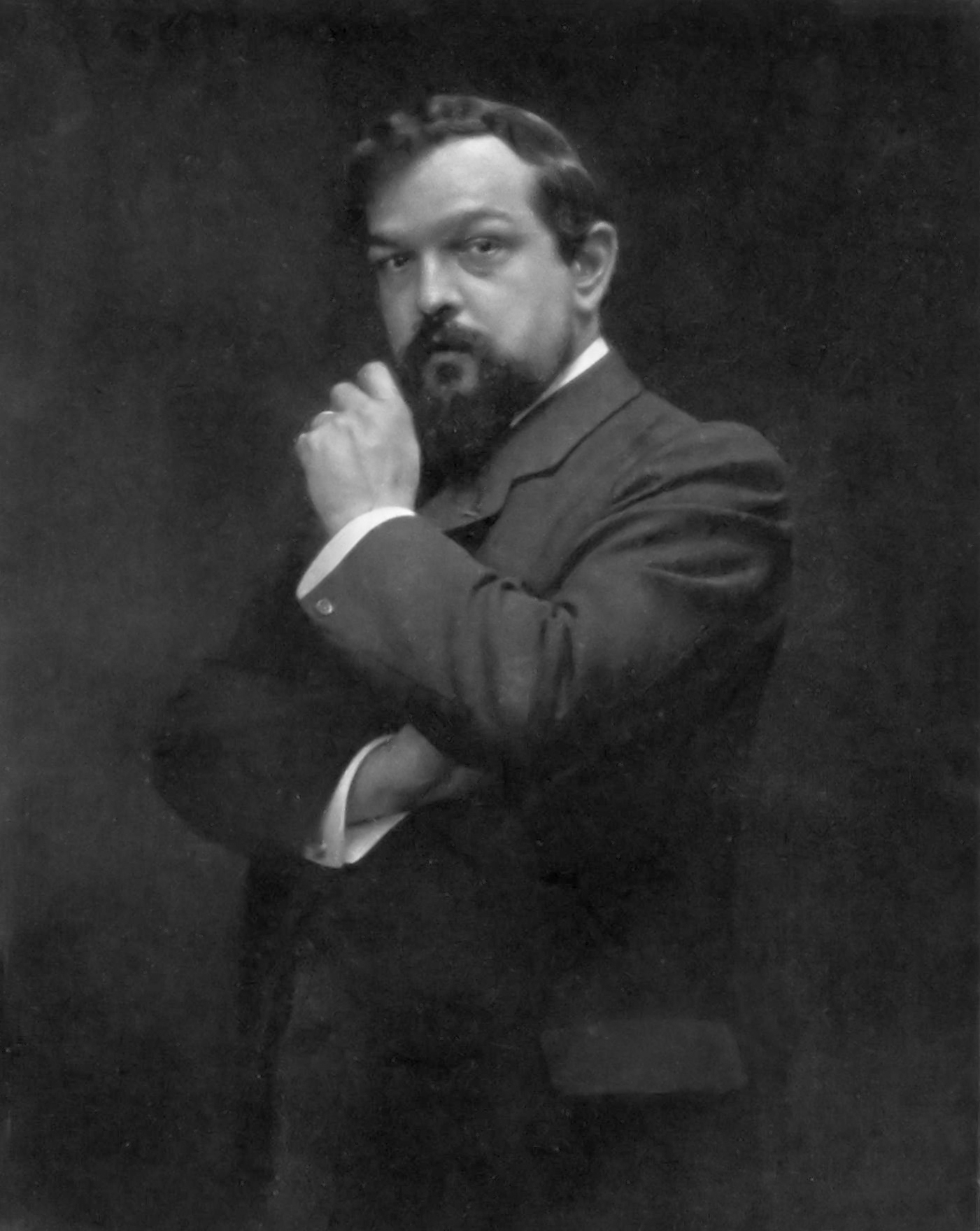
Claude Debussy
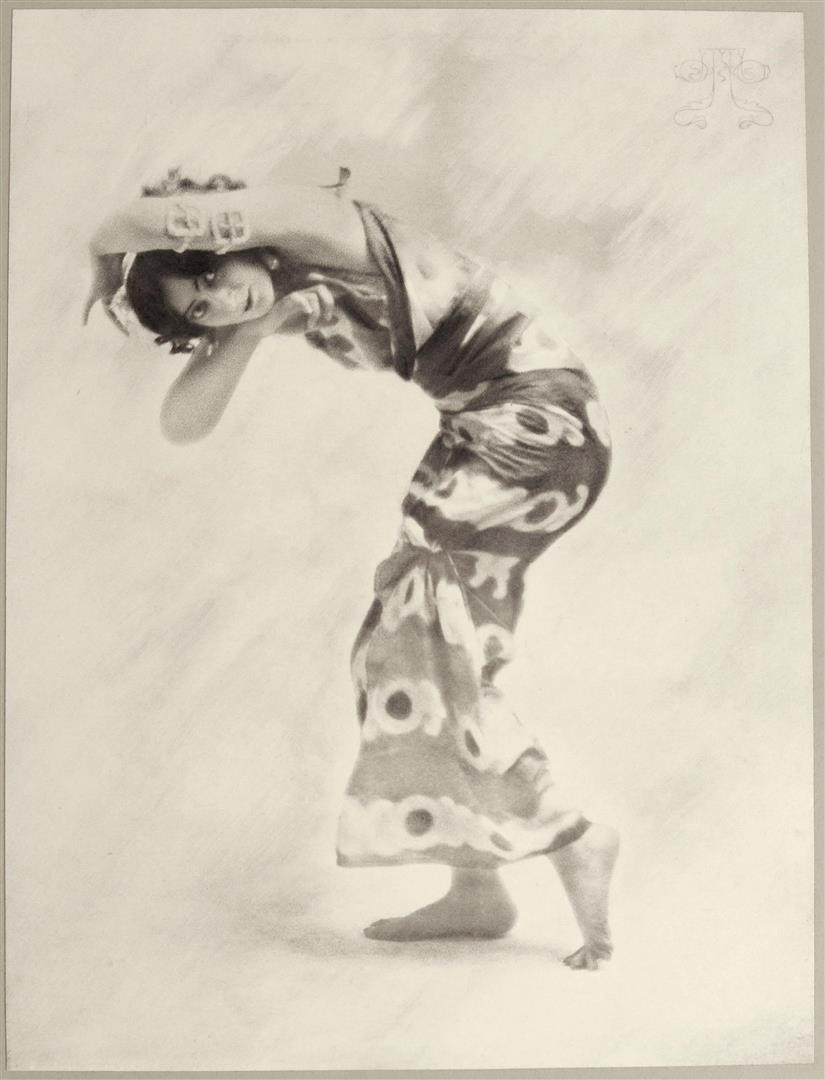
Ida Rubinstein, ruská baletka
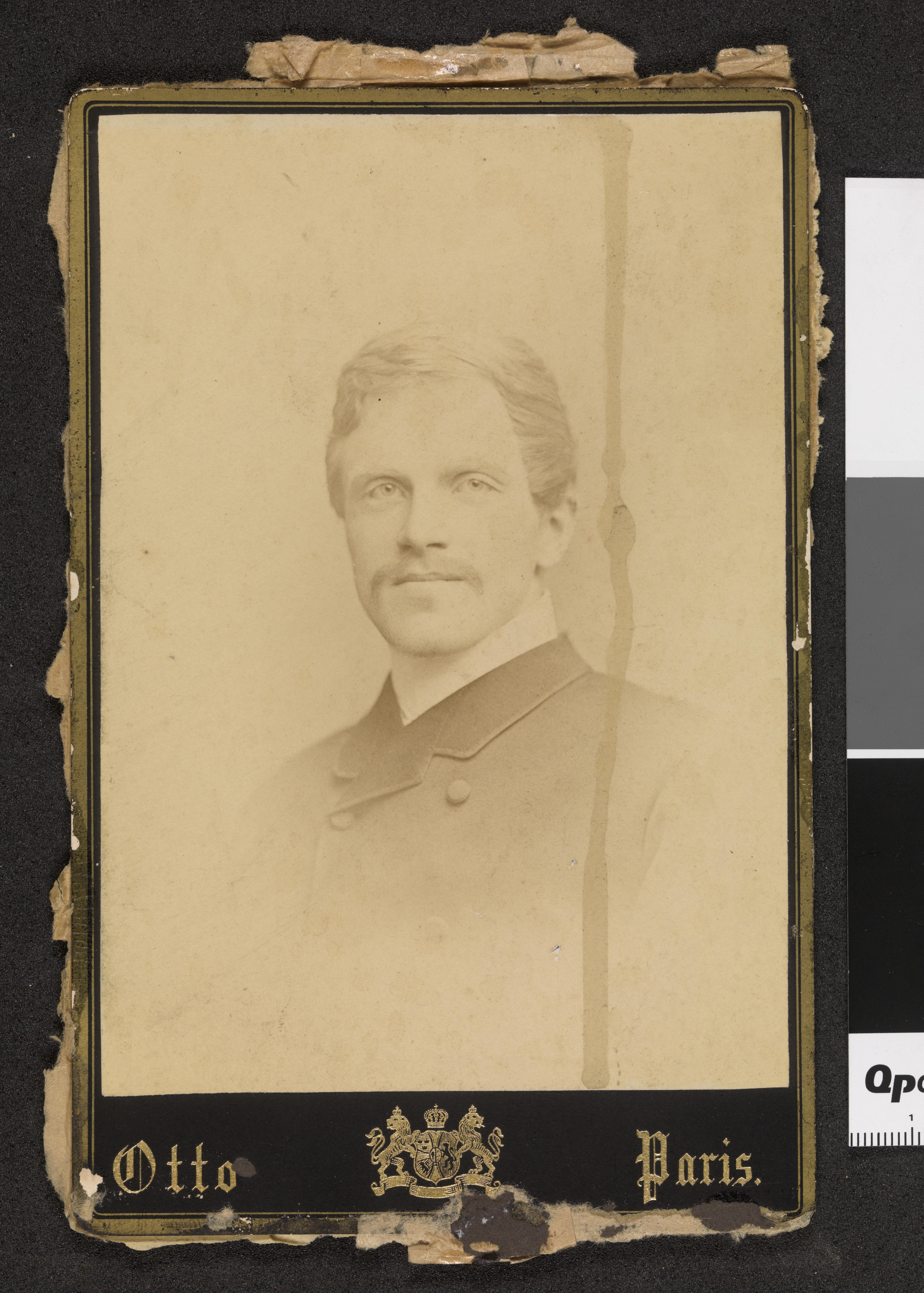
Einar Bjørnson
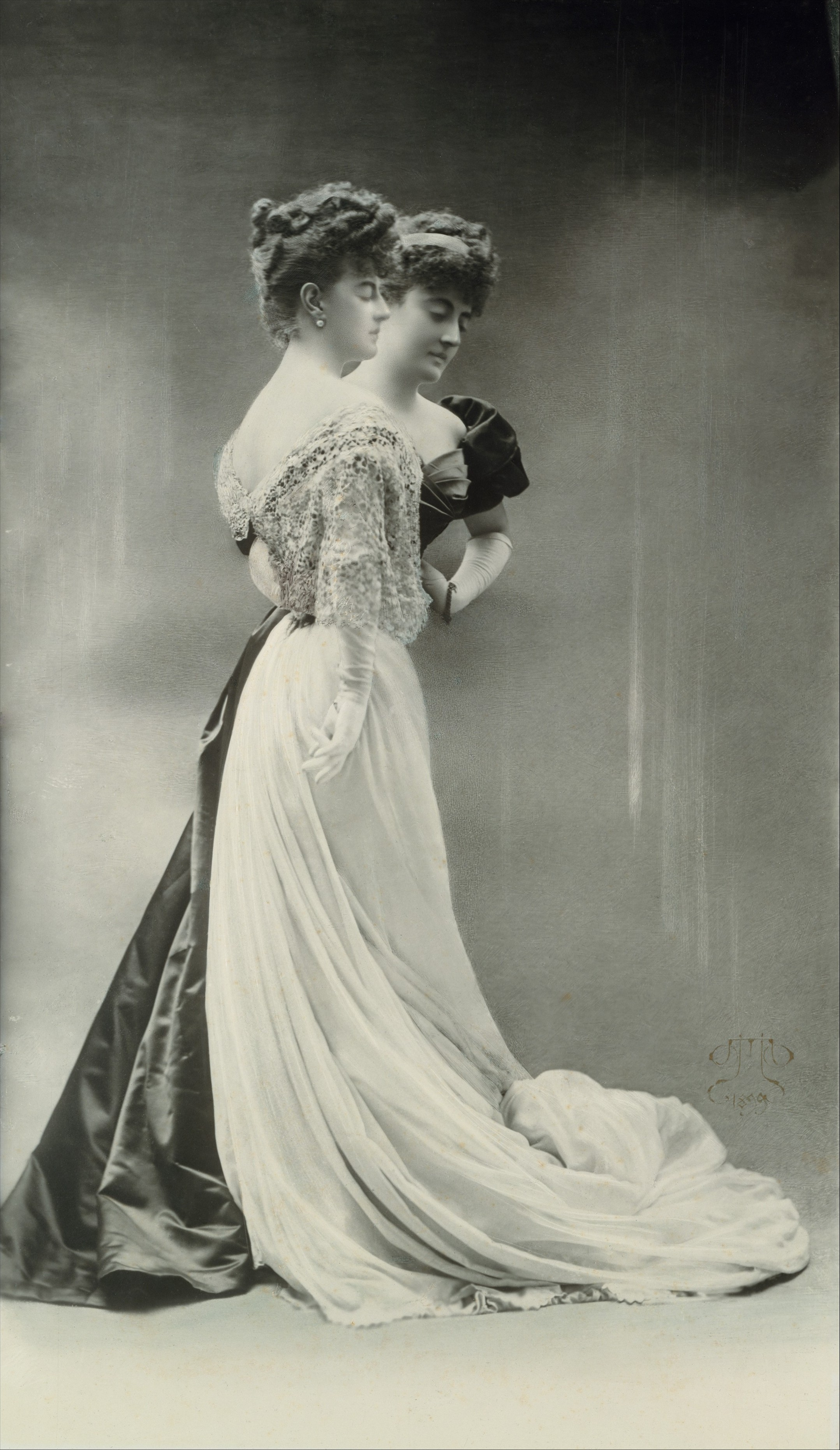
Comtesse Elisabeth Greffulhe 1899
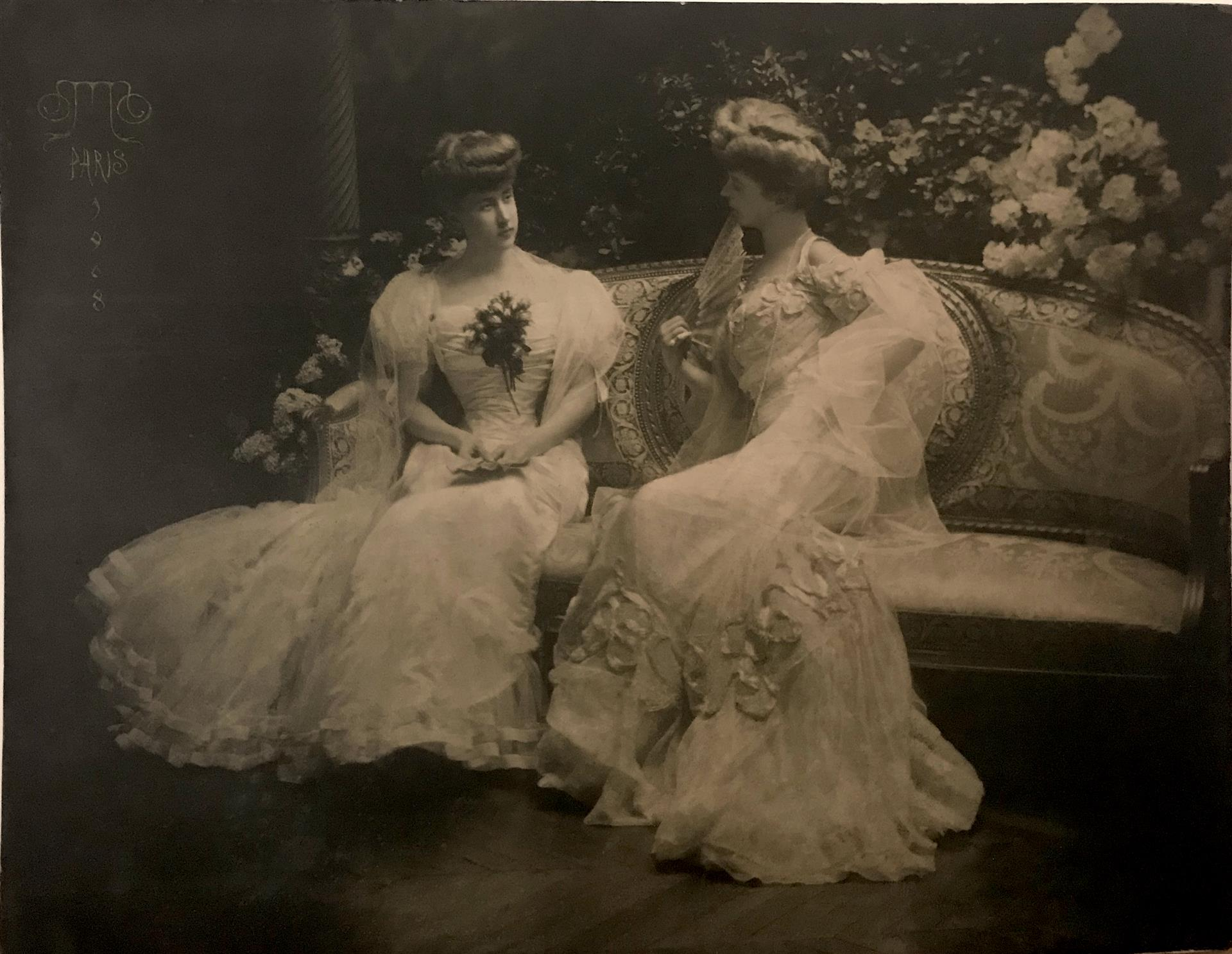
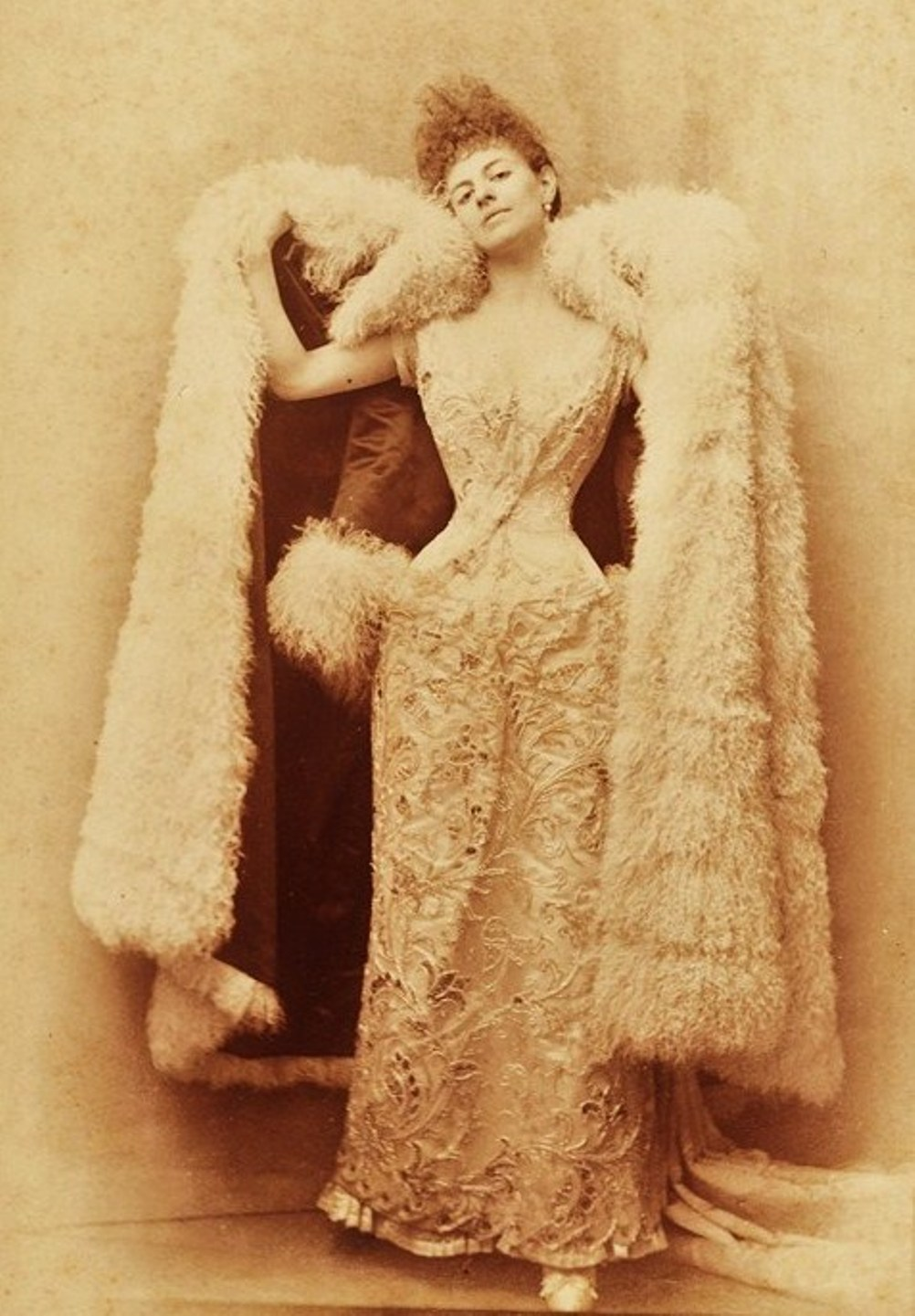
Élisabeth de Caraman-Chimay (1860–1952)
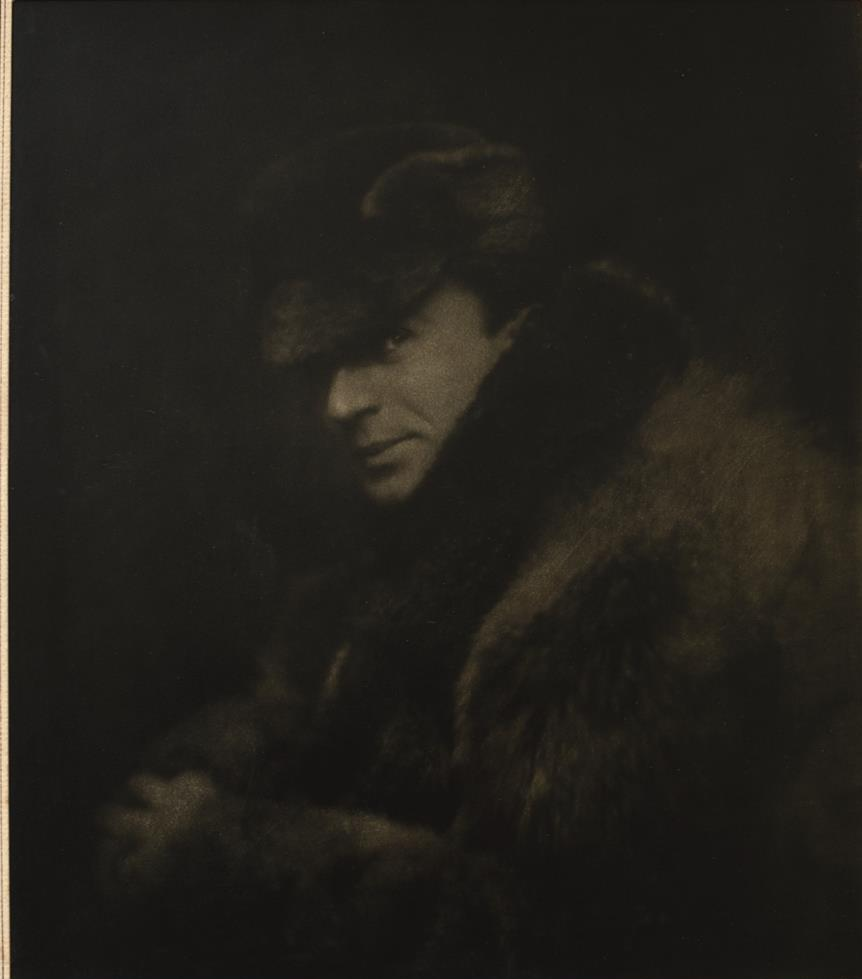
Edward Steichen, 1906
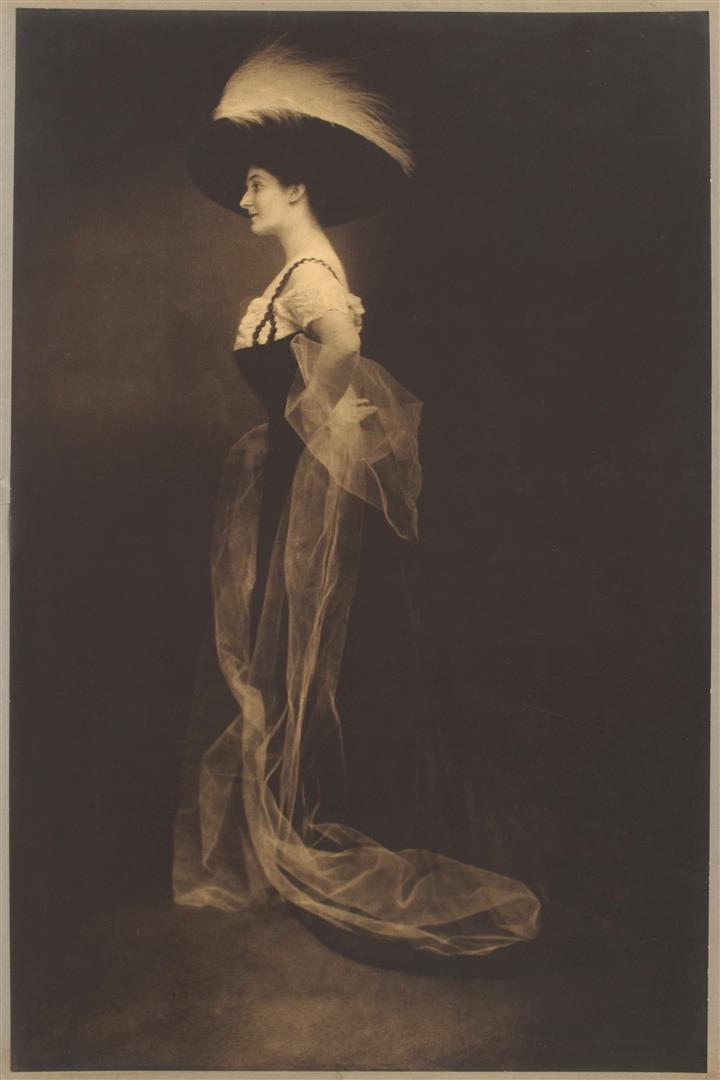
Elegantní dáma v klobouku, 1910
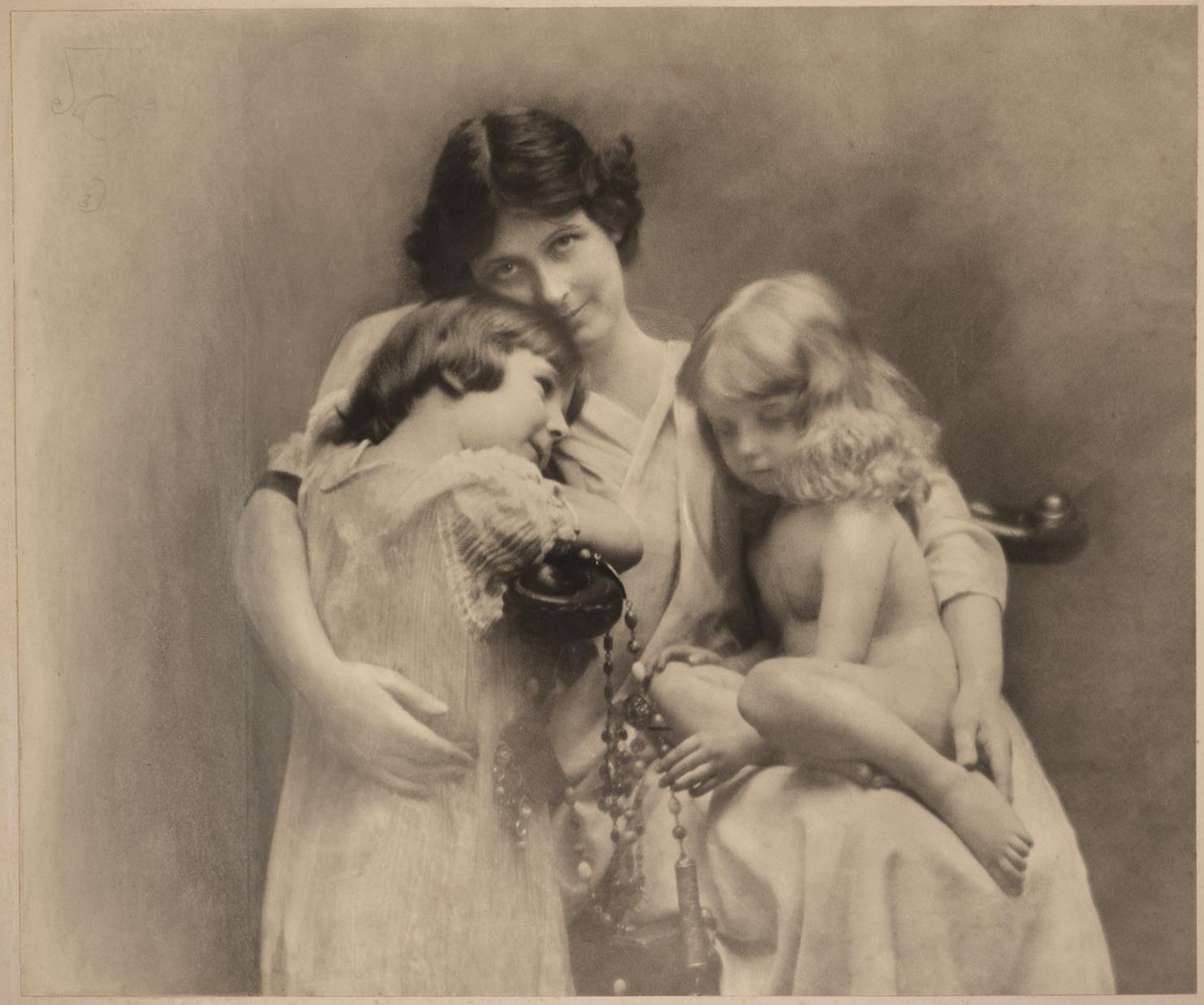
Isadora Duncan se svými dětmi, 1913
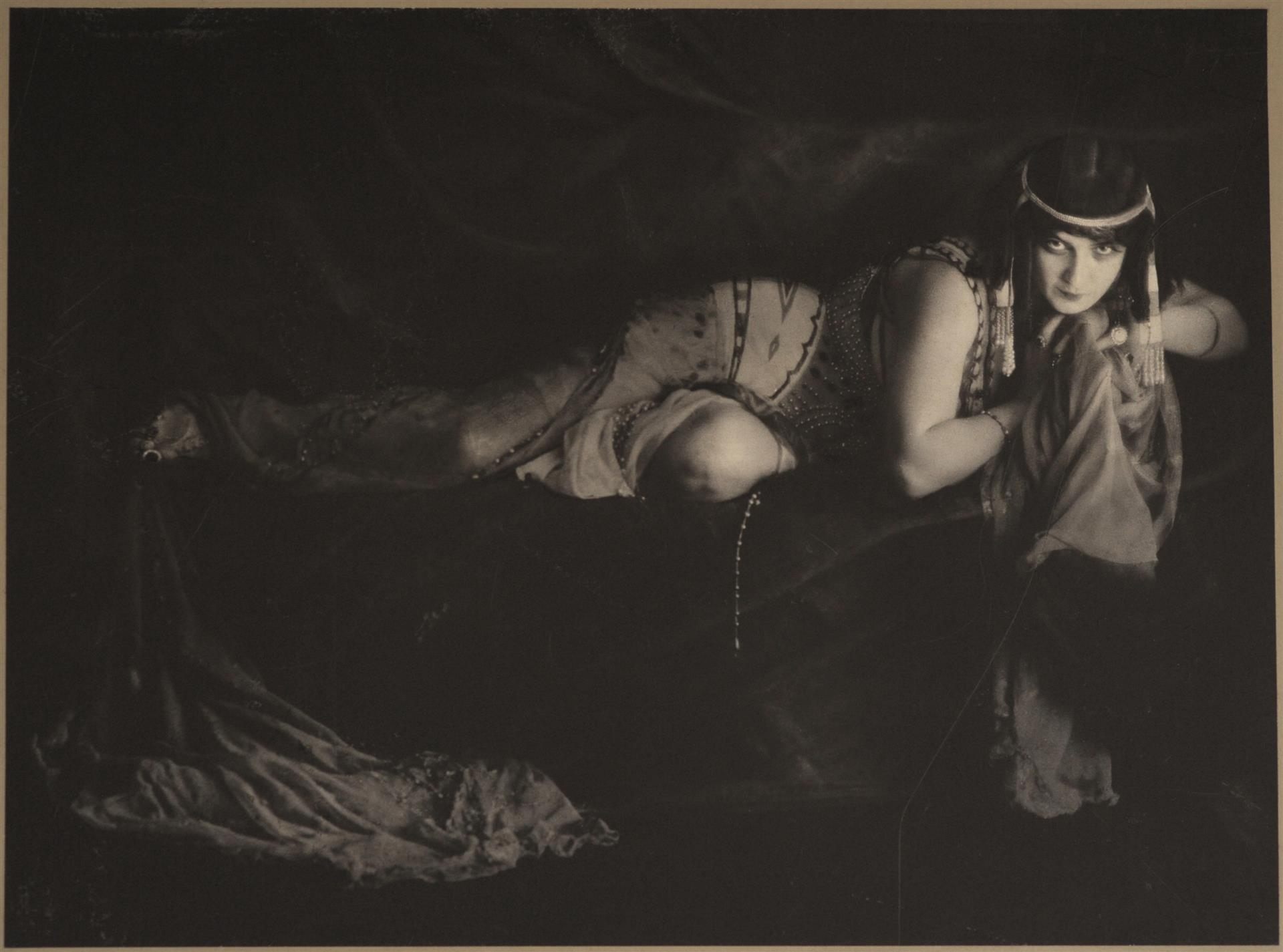
Ida Rubinstein jako Kleopatra, 1909
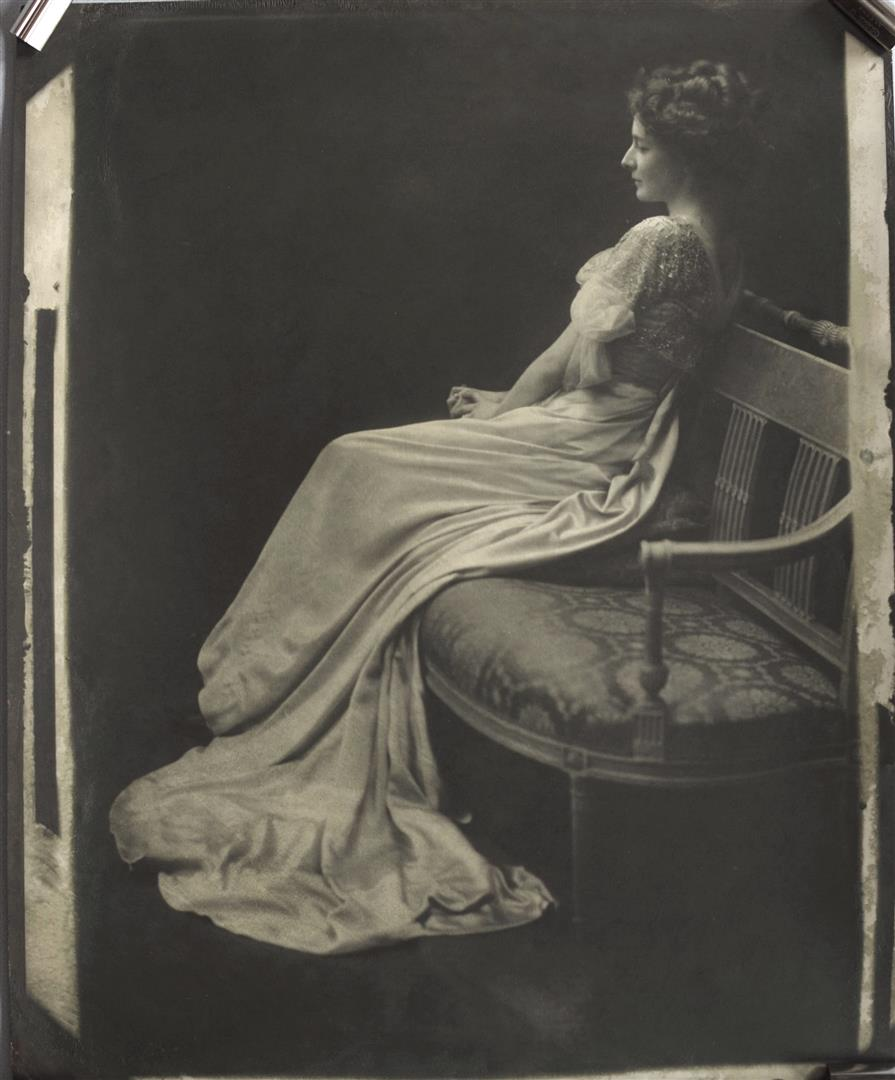
Elegantní dáma na sedačce, asi 1900
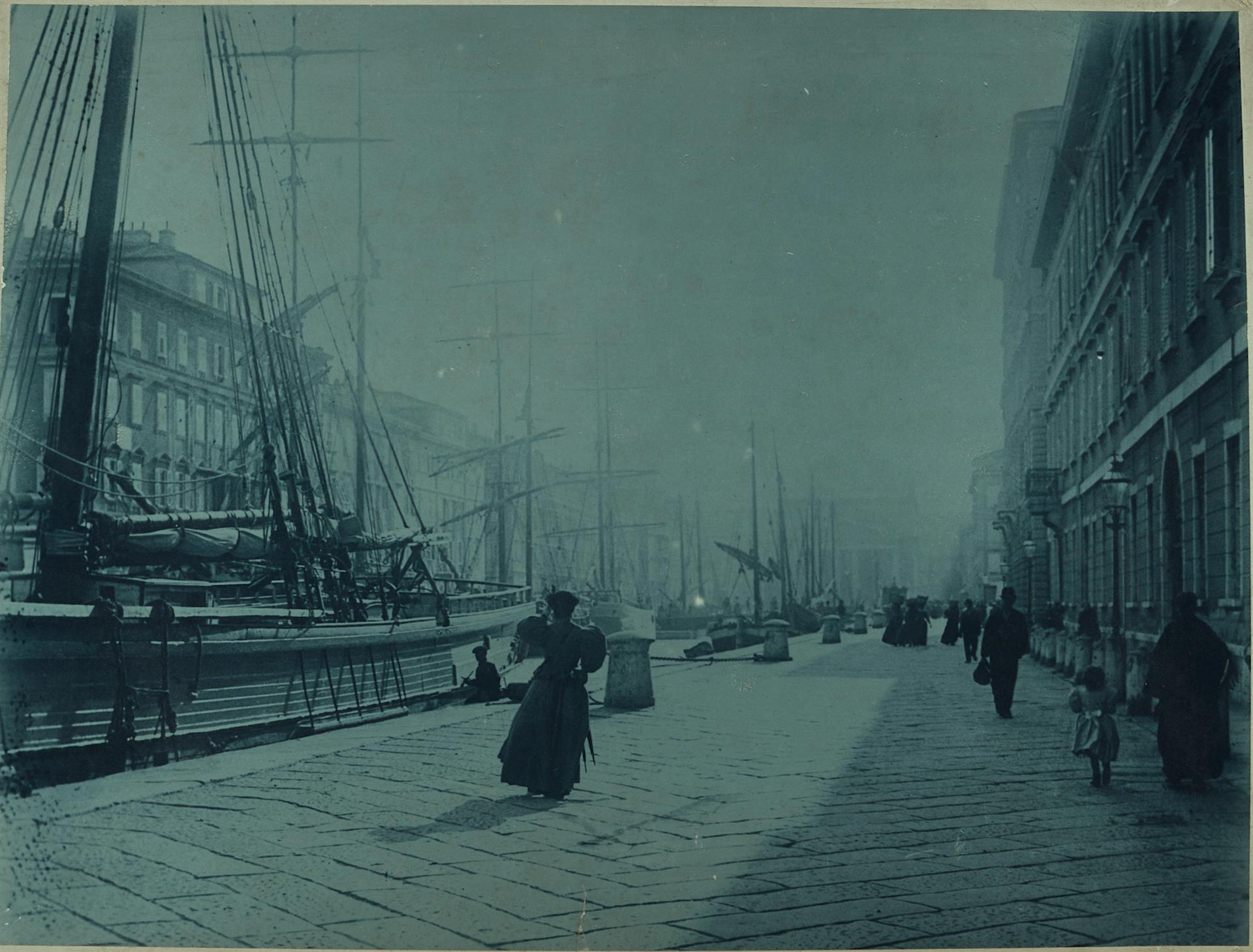
Pohled na Nice nebo Benátky, asi 1900